# 山本村 (熊本県)
山本村（やまもとむら）は熊本県にあった村。鹿本郡に属した。

## 地理
- 河川：豊田川

## 歴史
- 1876年（明治9年） - 正院村、知田村が合併して山本村となる。
- 1889年（明治22年）4月1日 - 町村制施行により山本郡清水村、色出村、内村、山本村、味取町が合併し山本村が発足。
- 1896年（明治29年）4月1日 - 山鹿郡と山本郡が統合し鹿本郡となる。
- 1955年（昭和30年）1月1日 - 植木町、吉松村、田原村、菱形村、桜井村、山東村と合併し植木町となる。

## 学校
- 山本村立山本小学校